# Union Républicaine
De Union Républicaine (Nederlands: Republikeinse Unie) was een Franse kamerclub van gematigde republikeinen ten tijde van de Derde Franse Republiek.
Het ministerie-Waldeck-Rousseau (1899-1902) werd ook wel het "ministerie van de Republikeinse Unie" genoemd omdat alle republikeinse groepen er zitting in hadden.